# Петропавлівсько-Борщагівська сільська рада
| Петропавлівсько-Борщагівська сільська рада — колишній орган місцевого самоврядування у Києво-Святошинському районі Київської області з адміністративним центром у с. Петропавлівська Борщагівка. Сільській раді підпорядковані населені пункти: - с. Петропавлівська Борщагівка - с. Чайки |

## Склад ради
Рада складається з 36 депутатів та голови.

### Керівний склад ради
| ПІБ                         | Основні відомості                                                 | Дата обрання | Дата звільнення |
| --------------------------- | ----------------------------------------------------------------- | ------------ | --------------- |
| Кодебський Олексій Іванович | Сільський голова, 1948 року народження, освіта, безпартійний      | 26.03.2006   | 31.10.2010      |
| Кодебський Олексій Іванович | Сільський голова, 1948 року народження, освіта вища, безпартійний | 31.10.2010   |                 |

Примітка: таблиця складена за даними джерела